# António Severim de Noronha
António José de Sousa Manuel de Meneses Severim de Noronha GCNSC (Lisboa, 18 de marzo de 1792—Lisboa, 26 de abril de 1860), VII conde de Vila Flor y primer marqués de Vila Flor y también primer duque da Terceira, fue un importante general y hombre de Estado portugués del liberalismo, siendo una de las más importantes figuras de la época, tanto en el plano político como en el militar. De héroe de las Guerras Liberales pasó a ser líder incontestado de los cartistas, la facción más conservadora del liberalismo portugués, embrión del futuro Partido Regenerador.
Perteneciente a la más genuina alta nobleza portuguesa, tuvo múltiples cargos y honores en la corte, entre los cuales, mozo hidalgo de la reina María I y gentilhombre de la cámara del rey Juan VI. Ejerció las funciones de mariscal de campo, comandante en jefe del Ejército Portugués, consejero de Estado, par del Reino, siendo cuatro veces (1836, 1851, 1842-1846 y 1859-1860) presidente del Consejo de Ministros. Fue el 10º capitán general de las Azores, presidiendo en dichas islas la Regencia de Angra durante la fase inicial de las Guerras Liberales.
| Predecesor: José Jorge Loureiro Junta Provisional de Gobierno (1842) António Bernardo da Costa Cabral Nuno José de Moura Barreto | Presidente del Consejo de Ministros de Portugal 1836 1842 - 1846 1851 1859 - 1860 | Sucesor: José da Gama Carneiro e Sousa Pedro de Sousa Holstein João Oliveira e Daun Consejo de ministros (1860) |